# Edvi Henrietta
Edvi Henrietta (Zirc, 1989. szeptember 19. –) magyar színésznő.

## Életpályája
Gyermekkorát Bakonyszentkirályon töltötte. 2008-ban érettségizett a pápai Református Gimnáziumban, majd Budapesten dolgozott. 2011-2016 között a Kaposvári Egyetem színművész szakos hallgatója volt. 2016-2018 között a szombathelyi Weöres Sándor Színház tagja volt.2022-2025 között a Miskolci Nemzeti Színház színésznője volt.
Egy kisfia van: Mátyás György.

## Fontosabb színházi szerepei
- William Shakespeare: Ahogy tetszik... Célia
- Molière: Tartuffe... Mariane, Orgon lánya, Valér szerelme
- Victor Hugo: A király mulat... Maguelonne
- Tóth Ede – Mohácsi János – Mohácsi István: A falu rossza... Boriska
- Szép Ernő: Vőlegény... Duci
- Székely Csaba: Vitéz Mihály... Fehler (prágai hivatalnok / egy szajha / egy fiú)
- Koleszár Bazil Péter – Sultz Sándor: A jó pálinka itassa magát... Bernadett
- Szombath András: Szivárvány havasán – Köpönyeg és palást... Nona (szolgálólány)
- Eugène Labiche: Olasz szalmakalap... Clara
- Georges Feydeau: A hülyéje... Armandine
- Neil Simon – Cy Coleman – Dorothy Fields: Sweet Charity... Dietrich
- Woody Allen: Játszd újra, Sam!... Sharon Lake (Vanessa/Irina/Lány/Öngyilkos Lány/Barbara)
- Robert Thomas: Nyolc nő... Pierette
- Eisemann Mihály – Szilágyi László: Én és a kisöcsém... Kelemen Kató
- Szirmai Albert – Bakonyi Károly – Geszti Péter – Mohácsi testvérek – Kovács Márton: Mágnás Miska... Balogh Mária, cselédlány a Korláth-konyhán

## Filmes és televíziós szerepei
- Marsra magyar! (2023–2024)
- Keresztanyu (2022)
- Doktor Balaton (2020–2021)
- Legénybúcsú Bt. (2018, magyar hangja: Kis-Kovács Luca)
- Tóth János (2018)
- Egynyári kaland (2018)
- Oltári csajok (2017)
- #Sohavégetnemérős (2016)